# دروازه دسبول
دروازه دِسبول یکی از دروازه‌های ششگانه شهر تاریخی شوشتر بوده است که در شمال غربی شوشتر و بر پل و سد شادروان شوشتر باز می‌شده است. تصاویر قدیمی از این دروازه وجود دارد. اما دروازه اکنون ویران شده است.
دسبول احتمالاً صورت عربی نام دژپل (دزفول کنونی) است.